# Роберт Такер
Чарльз Роберт Такер (англ. Charles Robert Tucker; 29 травня 1918, Канзас-Сіті, Міссурі — 29 липня 2010, Принстон, Нью-Джерсі) — американський політолог, історик, совєтолог. Доктор філософії з історії, професор Принстонського університету.
Відомий як автор біографії І. В. Сталіна, в яких використовував психологічні та психоаналітичні методики Еріка Еріксона та Карен Хорні. Автор однієї з найповніших психобіографій Сталіна.

## Біографія
Після отримання ступенів бакалавра та магістра в Гарвардському університеті, Такер працював в Управлінні стратегічних служб з 1942 по 1944 рік. У 1944 році Такер почав працювати перекладачем у посольстві США в Москві. У 1946 році одружився з радянською громадянкою Євгенією Пестрецовою (Eugenia Tucker). Незабаром закінчився його дворічний контракт з посольством. Так як влада не дозволяла його дружині покинути СРСР, Такер знайшов роботу спочатку в канадському, а потім в індійському посольстві, вже без дипломатичного імунітету. Подружжя змогло виїхати до США лише у вересні 1953 року, після смерті Сталіна.
У 1958 році в Гарвардському університеті Такер отримав ступінь доктора філософії з історії. Дисертація стала основою для книги «Philosophy and Myth in Karl Marx» («Філософія і міф Карла Маркса») (1961). Такер опублікував дві фундаментальні праці з біографії Сталіна: «Stalin as Revolutionary: A Study in History and Personality, 1879—1929» («Сталін як революціонер: історичне і біографічне дослідження, 1879—1929 рр.») (1973) та «Stalin in Power: The Revolution From Above, 1928—1941» («Сталін у владі: революція зверху, 1928—1941 рр.») (1990).
З 1962 по 1984 рік Такер викладав у Принстонському університеті, де заснував програму русистики. До своєї смерті обіймав посаду професора-емерита Принстонського університету.

## Наукові праці
- Political Culture and Leadership in Soviet Russia
- Stalin as Revolutionary: 1879-1929 (1973)
- Stalin in Power: The Revolution from Above, 1928-1941 (1992)
- Politics as Leadership (1995)
- Philosophy and Myth in Karl Marx (1961).
- The Soviet Political Mind
- The Great Purge Trial (Co-Editor)
- The Marxian Revolutionary Idea
- The Marx-Engels Reader (Editor)
- The Lenin Anthology
- Brus W., Tucker R. C. Stalinism: essays in historical interpretation. — New York : W. W. Norton & Company[en], 1977. — ISBN 0-393-05608-2.